# Colorless wind
『colorless wind』（カラーレス・ウィンド）は、結城アイラの1作目のシングル。2007年4月25日にLantisから発売された。

## 概要
- 「colorless wind」は、テレビアニメ『sola』のオープニングテーマ[1]。
- 『sola』および同作に登場するキャラクターの世界観、時間がテーマになっている。
- ジャケットには、本作のヒロインの一人・四方茉莉が描かれている。
- 初回生産分には七尾奈留の描き下ろしスリーブが封入されている。

## 収録曲
（全作詞：畑亜貴、作曲・編曲：大久保薫）
1. colorless wind [4:55]
2. 恋しかなかった [4:35]
3. colorless wind (off Vocal)
4. 恋しかなかった (off Vocal)